# 富山県道329号中山田家新線
富山県道329号中山田家新線（とやまけんどう329ごう なかやまたいえしんせん）は、富山県黒部市内を通る一般県道である。

## 概要

### 路線データ
- 起点：富山県黒部市中山
- 終点：富山県黒部市田家新（富山県道150号魚津入善線交点）
- 実延長：5,382m

## 沿革
- 1973年（昭和48年）3月31日 - 認定[1]

## 地理

### 通過する自治体
- 富山県黒部市

### 接続する道路
- 黒部市道（起点：黒部市中山）
- 富山県道124号本野三日市線（黒部市本野）
- 富山県道150号魚津入善線（終点：田家新交差点）

### 周辺
- 北陸自動車道
- 北陸新幹線
- 富山県立新川みどり野高等学校
- 黒部市立鷹施中学校
- 黒部市立たかせ小学校
- 布施川